# 大石良定
大石 良定（おおいし よしさだ、生年不詳） - 慶長13年1月13日（1608年2月28日））は、戦国時代から安土桃山時代にかけての武将。通称は平左衛門（へいざえもん）。
大石朝良の長男。弟に大石良信がいる。豊臣氏の家臣・山口宗永が近江国を支配していた頃に仕えたとみられる。豊臣秀吉の朝鮮出兵にも従軍し、戦功を挙げたという。関ヶ原の戦いの際に西軍に属した山口宗永は戦死しているため、良定もこの時に浪人したものと思われる。慶長13年に大石庄中村において死去した。享年60余。
家督を継いだ長男大石一定は、真壁藩主浅野長重に仕えたが、大坂夏の陣の天王寺合戦で戦死したため、同じく浅野氏に仕えた弟・良信の子大石良勝の家系だけが赤穂藩永代家老家として残った。良定の娘（三女）は良勝の妻となっている。